# ВМЗ-62151
ВМЗ 62151 — принципово новий російський 18-метровий двосекційний низькопідлоговий тролейбус, що випускається у Вологдіі на Вологодському механічному заводі (Транс-Альфа) з кінця 2005 року. Він був спроектований на заводі Вологодському механічному заводі ще на початку 2005, у виробництво пішов у кінці того ж року. Тролейбус став наступником високопідлогового зчленованого ВМЗ 6215 з рамним кузовом. Основною перевагою цього транспорту є те, що на тролейбус ВМЗ 62151 можна встановити будь-яку систему керування тяговим електродвигуном: транзисторну, тиристорно-імпульсну та усі, які узагалі існують, стандартно він комплектується транзисторно-імпульсною системою керування. Тролейбус під час виробництва отримав прізвисько «Прем'єр», тролейбус ВМЗ 62151 базований на тролейбусі стандартної довжини ВМЗ 5298.01.

## Описання моделі
Тролейбус ВМЗ 62151 є цілковито новим російським тролейбусом нового покоління, призначеним працювати у великих містах та перевозити великі маси пасажирів. Оскільки тролейбус є зчленованим, то сумарна довжина його тягача разом з причепом становить 17,93 метри, висота тролейбуса становить майже три з половиною метри. Дизайн кузова тролейбуса та його елементів ззовні є дуже сучасним, тролейбус нічим не поступається зарубіжним тролейбусам по плануванню та має декілька подібностей із Тролза-6206 (прізвисько Мегаполіс); тролейбус має купу переваг у внутрішньому і зовнішньому плануванні порівняно з ВМЗ-6215, хоча б безрамну конструкцію і низьку підлогу. Кузов тролейбуса, для запобіганню швидкій деградації обшитий суцільнотягненим оцинкованим листом, і для захисту від корозії повністю обнесений антикорозійними емалями, завдяки чому значно підвищується його ресурс кузова. Тип кузова — дволанковий, кузов має двовагонне компонування, безрамний, на відміну від ВМЗ-6215, тримальний. Дизайн усіх зовнішніх компонентів значно покращений у порівнянні з ВМЗ 6215. Передок тролейбуса прямий у висоту і загнутий з боків, значно покращений дизайн передка. Вітрове скло ВМЗ-62151 гнуте, безколірне і загнуте по боках, лобове скло тролейбуса панорамного типу, однак склоочисники тролейбуса розміщені прямо, а не один над одним, як, зазвичай у транспорту з лобовим склом панорамного типу, переміщуються вони зад допомогою двох тягових важельців. Бампер тролейбуса приварений до кузова, за габарити не виступає, на ньому може розміщуватися номер тролейбуса (по необхідності, зазвичай тролейбусам надають лише експлуатаційний номер). Світлотехніка тролейбуса на передку представлена двома одиночними фарами високої потужності, фари оснащені лінзовим склінням, від чого значно збільшується їхня далекоглядність. Світлотехніка, що показує повороти, на передку розташовується по лівий і правий бік освітніх фар, також поворотний сигнал дублюється і іншими вогнями, але вже на боковинах. Над лобовим склом тролейбуса розміщується передній маршрутовказівник — це сучасне електронне табло для показу напрямку маршруту тролейбуса, з суцільним дисплеєм, воно керується з кабіни водія за допомогою спеціального приладу. Окрім цього, електронне табло ще розміщене зверху правої боковини у тягачі. Бокові дзеркала зовнішнього виду сферичного типу, і звішуються над кабіною, тому зроблені у стилі «заячих вух». Емблема заводу, що випускає тролейбуси, а саме ВАТ «Транс-Альфа», розміщується не тільки на передку, під лобовим склом посередині, а і на боковинах (зверху, у передній частині тягача), і навіть на електроустаткуванні, на даху. У тролейбуса є важливий прикметний знак над лобовим склом — три оранжеві габаритні ліхтарі, що мають включатися при русі, які зазначають, що це є довгомірний транспортний засіб. Окрім цього, на тролейбусі є чимало габаритних вогнів, які виключаються у темну пору доби, тому він добре видимий у умовах сутінок та ночі. Мотовідсік тролейбуса розташовується на задньому звисі, навіть попри те, що тролейбус є низькопідлоговим, його двигун уміщено так, що він не забирає місця у салоні, тролейбус комплектується 1 асинхронним тяговим електродвигуном Динамо ДК211 БМ, Московського виробництва, потужністю 170 кіловат; або ТАД-280 (потужністю 180 кіловат), компресор тролейбуса — з карданним приводом. Стандартно, тролейбус обладнується транзисторно-імпульсною системою керування, хоча може обладнуватися і будь-якою іншою. Електроустаткування тролейбуса винесено на дах, а комплект зі штангами міститься на даху другого вагона. Задній бампер тролейбуса зварний, чіткоокреслений. Тролейбус тривісний, гальмівні механізми усіх коліс дискові, кріплення шин може бути як радіальне так і дискове різних варіантів, тяговий міст задній, моделі RABA AU-11135. Підвіска переднього та тягового моста тролейбуса залежна, пневматично-ресорна з регуляторами положення підлоги, підвіска забезпечує плавний розгін та гальмування. У тролейбуса є 4 гальмівні системи: робоча, додаткова, стоянкова, і зносостійка, а також антиблокувальна система ABS від Knorr-Bremse. Система штанговловлювання у тролейбуса механічна, однак передбачена альтернативна опція, як дистанційний спуск і підйом штанг з контактної мережі. Також у тролейбуса є повне заднє скло та повний задній ряд сидінь, не зважаючи на те, що мотовідсік знаходиться на задньому звисі, а тролейбус є низькопідлоговим. Як і споріднений Тролза-6206 (Мегаполіс), тролейбус ВМЗ-62151 є повністю низькопідлоговим, рівень його підлоги становить 36 сантиметрів у усіх точках салону, у усіх входах, крім останнього відсутні сходинки, одна сходинка наявна у напівпричепі тролейбуса; низький рівень підлоги тролейбуса забезпечує швидкий вхід/вихід пасажирів з/до салону тролейбуса і уможливлює перевезення маломобільних громадян міст і неповносправних. До салону тролейбуса ведуть четверо двійчастих дверей поворотно-зсувного типу, з системою протизащемлення пасажирів, яка узагалі дуже потрібна, наприклад, у час-пік при перевезенні великих мас пасажирів, діє наступним чином: коли при закритті дверей двері натикаються на щось матеріальне, то вони миттєво відходять на зворотне положення; двері малошумні, у кабіни водія є спеціальні двері (передня стулка передніх дверей) з правого боку, що відкриваються автономно. Салон тролейбуса виконаний досить сучасно та забезпечує високий рівень комфорту пасажирів при поїздці. Настил підлоги салону — з суцільнотягненого листа лінолеуму з блискучими лелітками на підлозі, завдяки низькому рівню підлоги, висота салону значно збільшилася. Поручні тролейбуса тонкого типу, з цільної сталевої труби, покриті фарбою, вертикальні поручні розміщені у салоні у великій кількості, розташовуються майже біля кожного ряду з сидіннями, деякі із них обладнані кнопками виклику з вимогою відкрити двері, також вертикальні поручні розміщені на збірних майданчиках. Горизонтальні поручні розташовані по два боки, розміщені уздовж усього салону у обох секціях, за винятком дверних пройм та з'єднувальної секції, вони обладнані спеціальними підвісними пластиковими ручками-тримачами для забезпечення ще більшого комфорту перевезення. Сидіння тролейбуса м'які, роздільного типу, м'яка частина сидінь зроблена з синтетичних матеріалів, спинки крісел зроблені із пластику, кожне з сидінь має і ручку-тримач для стоячих пасажирів, що стоять поблизу; попри те, що сидіння зроблені роздільного типу, вони зазвичай стоять парно, і розташовуються на невеликих помостах. Через це, прохід між рядами сидінь стає трохи завузьким, тому це є недоліком планування. Усього у салоні розташовується сорок крісел для пасажирів, а загальна пасажиромісткість салону становить 165 чоловік, приблизно стільки ж, скільки і у попередника ВМЗ-62151 — ВМЗ 6215, хоча, дизайн салону, порівняно із ним та аналогом виробництва Тролзи значно осучаснений та покращений. Оскільки тролейбус є низькопідлоговим, у нього є можливість перевозити неповносправних людей у інвалідних візках, та, до того ж — цілих двох, тим більше, що у тролейбуса є усі умови для безпечного та якісного перевезення. Перевезення двох пасажирів-інвалідів це ще один сучасний елемент і безсумнівна перевага тролейбуса, оскільки російські тролейбуси і автобуси такого типу, зазвичай можуть перевозити не більшого одного, як виняток — ЛіАЗ 5292. У тролейбуса є відповідно подовжений збірний майданчик, де виділено два місця для інвалідних візочків; місце виділено навпроти середніх дверей тягача тролейбуса. Окрім цього, у тролейбуса є і спеціальний висувний пандус-рампа для в'їзду; пандус металічний і складається та розкладається уручну, він здатен витримати дорослу людину у візку. У тролейбуса є ще один примітний елемент — це з'єднувальна секція, більше відома під народною назвою «гармошка». Гармошка у тролейбуса є металічною з металевими пластинами, ця якісна гармошка є німецькою, виробництва Hϋbner, може добре вигинатися та розтягатися, з'єднувальні секції використовують і інші російські машини — наприклад, ЛіАЗ 6212 і ЛіАЗ 6213. Вузол зчленування гармошки (точніше, верхнє покриття) є суцільним, а не круговим, як, наприклад у Ikarus 280, а гармошка повністю облягає боки, тому непотрібні додаткові заходи безпеки на тролейбусі щодо з'єднувальної секції. У тролейбуса значно оновилася система вентиляції та опалення у салоні та кабіні водія тролейбуса; система опалення у салоні здійснюється за допомогою пічок-електрокалориферів. Вентиляція у салоні відбувається за допомогою відкидних кватирок на бокових вікнах, їх досить багато, вони розміщені на кожному з вікон тролейбуса, також є обдувні люки на даху. Тролейбус оснащений тонованими склопакетами, також у бокових вікнах зверху є чимало відкидних кватирок для вентиляції. Загалом світлий та привітний салон тролейбуса також прикрашає такий елемент, як м'яке покриття стелі салону, що може встановлюватися на неї, покриття з синтетичних матеріалів. Підсвітка салону забезпечується цільними плафоновими світильниками, які розміщуються на стелі салону. У салоні також є вогнегасник для запобігання пожежам. Кабіна водія тролейбуса повністю відокремлена від салону цільною перегородкою, з салону до кабіни ведуть спеціальні двері, також є і двері входу/виходу водія з правого боку, передня стулка передніх дверей відкривається автономно. Дизайн місця водія є сучасним та загалом вдалим. Панель приладів тролейбуса встановлюється у вигляді півкола, «торпедо», він зроблений з пластмаси. На панелі приладів розміщується два додаткових табло, що розміщені на лівій та правій частині панелі приладів. Ліве табло є приладом, що керує електронними маршрутовказівниками тролейбуса, на ньому є спеціальна клавіатура, за допомогою якої вводиться текст на табло. Праве табло, показує силу струму, і бортову напругу. Клавіші тролейбуса знаходяться на підвищених блоках на панелі приладів з права та зліва, є і додаткова панель з клавішами зліва від водійського крісла, оскільки немає входу/виходу з лівого боку. Показникові прилади на панелі приладів розміщені нижче, аніж клавіші та майже горизонтально, прилади малого розміру, спідометр теж невеликого розміру, оцифровкою до 120 км/год. Також посередині панелі приладів розташовуються світлодіоди, що показують включені функції, що включені, це не є дуже зручним, оскільки лампочки є досить малими та непримітними. Кермова колонка у тролейбуса — від угорської фірми Csepel з гідропідсилювачем керма, що також застосовуватися на російських тролейбусах, наприклад ЛіАЗ 5280 або Тролза-5275. Проблема підкермових важелів з різними функціями вирішена шляхом об'єднання їх у 2 мультиважелі. Водійське крісло тролейбуса комфортабельне, з підресорами та зручне для водія, регулюється залежно від фізичних параметрів водія, однак є проблема постави кермової колонки, оскільки кермо поставлене майже горизонтально, що є недоліком. Контроль за дорогою є однак на високому рівні, оскільки у тролейбуса панорамне вітрове скло, максимальний контроль за ситуацією на дорозі надають «вухасті» бокові дзеркала зовнішнього виду. Попри те, що максимальна швидкість тролейбуса становить 60 км/год, його можливо розігнати і до більшої швидкості — 70—80 кілометрів за годину.

## Оцінка ВМЗ-62151
Тролейбус ВМЗ-62151 має чимало переваг та незвичних конструктивних особливостей:
- можливість встановлення будь-якої системи керування тяговим електродвигуном, стандартно встановлюється транзисторно-імпульсна система управління.
- сучасний та новітній дизайн
- високий строк служби кузова, повне антикорозійне покриття
- панорамне лобове скло і сферичні дзеркала зовнішнього виду забезпечують максимальний контроль за ситуацією на дорозі.
- електронні табло-маршрутовказівники
- комфортабельний салон для пасажирів
- м'яка оббивка стелі салону
- низький рівень підлоги по усьому салоні
- можливість перевезення двох пасажирів у інвалідних візках, є висувний пандус
- з'єднувальна секція виконана фірмою Hϋbner, Німеччина.
- суцільний вузол зчленування
- спеціальний прилад показів напруги та сили струму

Однак, є і ряд недоліків у плануванні:
- вузький прохід між рядами сидінь
- незручне встановлення кермової колонки (майже горизонтально)
- показникові прилади малого розміру, розміщені майже горизонтально.
- малі та малопомітні лампочки показу функцій.

## Технічні характеристики
| ВМЗ-62151                                                          | ВМЗ-62151                                                                                                 |
| ------------------------------------------------------------------ | --- |
| Загальні дані                                                      | |
| Модель                                                             | ВМЗ-62151                                                                                                 |
| Клас                                                               | двосекційний міський тролейбус                                                                            |
| Виробник                                                           | Транс-Альфа                                                                                               |
| Випускається з                                                     | 2005 (проект); 2005 (виробництво)                                                                         |
| Прізвисько                                                         | «Прем'єр»                                                                                                 |
| Кузов                                                              | |
| Кузов (загальне описання)                                          | дволанкового типу, двовагонного компонування, безрамний, тримальний                                       |
| Обшивка каркаса                                                    | оцинкований лист                                                                                          |
| Габаритні розміри                                                  | |
| Довжина, мм                                                        | 17935 |
| Ширина, мм                                                         | 2530 |
| Висота, мм                                                         | 3370 |
| Колісна база, мм                                                   | 5190 (тягач) 6687 (причеп)                                                                                |
| Колія передніх коліс, мм                                           | 2101 |
| Колія середніх коліс, мм                                           | 1862 |
| Колія задніх коліс, мм                                             | 1862 |
| Маси і навантаження                                                | |
| Споряджена маса, кг                                                | 16000 |
| Максимальна технічна маса, кг                                      | 28000 |
| Максимальне технічне навантаження на передню вісь, кг              | 6000 |
| Максимальне технічне навантаження на середню вісь, кг              | 11500 |
| Максимальне технічне навантаження на задню вісь, кг                | 10500 |
| Елементи ззовні                                                    | |
| Світлотехніка (передок)                                            | 2 освітні фари, 2 поворотні, габаритні вогні автопоїзда                                                   |
| Бампер (передній)                                                  | заварний, нечіткоокреслений                                                                               |
| Маршрутовказівники                                                 | електронні табло показу маршруту                                                                          |
| Розташування мотовідсіку двигуна                                   | задній звис за задньою панеллю                                                                            |
| Колеса (кріплення дискове і радіальне)                             | 11 / 70 R22.5”; Д1М, И-305;146/144; J 275/70 R22.5 Matador FU-1; 148/145 (151/148) J                      |
| Осі, штук                                                          | 3 (6×2)                                                                                                   |
| Тиск у шинах, МПа, у усіх осях                                     | 0.85 |
| Ходова частина і гальмівні системи                                 | |
| Тяговий міст, модель                                               | RABA AU-11135                                                                                             |
| Загальне передатне число заднього моста                            | 8.63 |
| Головна передача                                                   | 1.8 |
| Гальмівні системи                                                  | 4 типи |
| Робоча гальмівна система                                           | пневматична, двоконтурна з розділом на контури по осях                                                    |
| Додаткова гальмівна система                                        | один з контурів робочої гальмівної системи                                                                |
| Зупинна гальмівна система                                          | гальмівні механізми тягового моста з пневмоприводом від гальмівних камер з пружинними енергоакумуляторами |
| Зносостійка гальмівна система                                      | електродинамічне гальмування тяговим електродвигуном                                                      |
| Передня підвіска                                                   | залежна пневморесорна з регулятором положення рівня підлоги                                               |
| Гальмівні механізми осей                                           | барабанного типу                                                                                          |
| Салон                                                              | |
| Кількість дверей і тип                                             | 4 двостулкових                                                                                            |
| Висота підлоги салону над дорогою, см                              | 36 (без сходинок крім задньої двері)                                                                      |
| Пандус для в'їзду інвалідних візків                                | відкидна рампа у тягачі, відсувається і зсувається механічно                                              |
| Розташування пандуса                                               | 2 (дальні) двері тягача                                                                                   |
| Можлива кількість перевезення пасажирів у інвалідних візках за раз | 2 |
| Поручні                                                            | з тонкої сталевої труби, з антикорозійною обробкою                                                        |
| Сидіння                                                            | м'які, роздільні, синтетичні, з пластиковими тримачами для стоячих                                        |
| Кількість сидінь                                                   | 40 |
| Система компостування квитків                                      | апарати на боковинах                                                                                      |
| Оббивка стелі                                                      | синтетична м'яка                                                                                          |
| Підсвітка у салоні                                                 | плафонові світильники на даху                                                                             |
| Вентиляція у салоні                                                | через відкидні кватирки; вентиляція через люки                                                            |
| Бокові вікна                                                       | тоновані склопакети                                                                                       |
| Пасажиромісткість салону, чол                                      | 165 |
| Місце водія                                                        | |
| Кабіна водія                                                       | відокремлена перегородкою від салону                                                                      |
| Підсвітка у кабіні                                                 | кожен з показникових приладів і один плафоновий світильник                                                |
| Вентиляція у кабіні                                                | через зсувну кватирку                                                                                     |
| Крісло водія                                                       | м'яке з підресорами; регулюється вглиб і в висоту                                                         |
| Панель приладів                                                    | у формі півкола з твердої пластмаси                                                                       |
| Кермова система                                                    | Csepel А-500.73-3505-000                                                                                  |
| Передаткове відношення з гідропідсилювачем                         | 24.5:1 |
| Педалі                                                             | 2 керівні педалі                                                                                          |
| Двигун і динамічні характеристики                                  | |
| Тип двигуна                                                        | асинхронний тяговий електродвигун                                                                         |
| Марка двигуна                                                      | Динамо ДК-211БМ ТАД-280                                                                                   |
| Кількість двигунів                                                 | 1 |
| Потужність, кіловат                                                | 170 (Динамо) 180 (ТАД)                                                                                    |
| Номінальний струм, Ампер                                           | 220 (Динамо) 280 (ТАД)                                                                                    |
| Максимальна частота обертання, хв×-1                               | 3900 (Динамо) 4000 (ТАД)                                                                                  |
| Номінальна напруга, Вольт                                          | 550 (Динамо) 450 (ТАД)                                                                                    |
| Динамічні характеристики                                           | |
| Номінальна максимальна швидкість, км/год                           | 60 |
| Досягнута максимальна швидкість, км/год                            | 70, 80 |
| Електроустаткування                                                | |
| Система керування                                                  | транзисторно-імпульсна, хоча може встановлюватися інша                                                    |
| Тролеї і система штанговловлювання                                 | механічна (вручну) або автоматична (дистанційна) (альтернативний варіант)                                 |